# مكسيكي لبناني
المكسيكيون اللبنانيون هم مواطنين مكسيكيين من أصول لبنانية. ويوجد في المكسيك نصف مليون مكسيكي من أصول لبنانية والأغلبية منهم مسيحيين والأقلية مسلمة. وحصل العديد من التزاوج بين الأعراق عبر العصور وفي أكثر الحالات، علاقة شخص مكسيكي لبناني بجذوره اللبنانية تأتي من أحد الوالدين. وهذا جعل التكلم باللغة العربية يضمحل أمام اللغة الإسبانية. ويعتبر لبنانيي المكسيك اغنياء ومتعلمون ومؤثرين سياسيًا في البلاد. وقد سطع نجم عدد وافر من الشخصيات اللبنانيّة المكسيكية في مناصب سياسية واقتصادية بارزة.

## التاريخ
هاجر اللبنانيون إلى المكسيك منذ منتصف القرن التاسع عشر. وصل عدد الذين وصلوا إلى الموانيء المكسيكية مثل بويرتو بروغريسو وفاراكروز وتامبيكو من ما يعرف الآن بلبنان. كانوا يتحدثون العربية. ما بين 1891 و 1920، هاجر حوالي مئة ألف فرد. وضعوا حينها بخانة «الأتراك» على أساس أن الأتراك العثمانيين كانوا حكام البلاد. من أهم أسباب هجرة هؤلاء الأشخاص كا هربا من السطوة العثمانية، التغيير الديوغرافي في لبنان، والحرب الإيطالية-التركية. وخلال الحرب الإسرئيلية العربية عام 1948 و1967، وصل ألوف اللبنانيوت إلى المكسيك.
ومع أن نسبة المهاجرين اللبنانيين تقل عن 5% من مجموع المهاجرين إلى المكسيك، إلا أن اللبنانيون يشكلون أكثر من 50% من إجمالي نشاطات الاقتصادية لكل المهاجرين.

## توزعهم الجغرافي
استوطن الهاجرون اللبنانيين في مناطق ناياريت، ولاية بويبلا، مدينة مكسيكو، ولاية نويفو ليون، سينالوا وولاية شيواوا.

## ديانتهم
معظم الميكسيكيون اللبنانيون يتبعون المسيحية مثل المارونية، رومان كاثوليك، روم أرثوذوكس وروم كاثوليك. كما يوجد مسجد إسلامي بناه شيعة لبنانيون في توريون.